# 원이중학교 이원분교
원이중학교 이원분교(園梨中學校 梨園面分)는 충청남도 태안군 이원면에 있었던 공립 중학교이다.

## 학교 연혁
- 1971년 3월 1일 : 원이중학교 개교
- 1985년 3월 1일 : 원이중학교 이원분교장 개교
- 2015년 3월 1일 : 제25대 김서래 교장 취임
- 2018년 2월 7일 : 제45회 졸업식(연 8,013명) 45명 졸업
- 2018년 3월 5일 : 제48회 입학식 62명 입학(본교 52명, 분교 10명)
- 2019년 3월 1일 : 제26대 이상규 교장 취임
- 2020년 9월 1일 : 제27대 최영용 교장 취임
- 2022년 2월 28일 : 39년만에 폐교[2]

## 참고 자료
- 원이중학교 이원분교 - 한국교육학술정보원 학교알리미